# Резниковский сельский совет (Харьковская область)
Резниковский сельский совет — входит в состав 
Волчанского района Харьковской области
Украины.
Административный центр сельского совета находится в 
селе Резниково.

## История
- 1924 — дата образования данного сельского Совета депутатов трудящихся в составе бывшей ... волости упразднённого в 1923 Волчанского уезда Харьковской губернии (ликвидированной в 1925) Украинской Советской Социалистической Республики.
- С 1924 года — в составе Волчанского района Харьковского о́круга, с февраля 1932 — в Харьковской области УССР.
- После 17 июля 2020 года в рамках административно-территориальной «реформы» по новому делению Харьковской области[2][3] данный сельский совет, как и весь Волчанский район Харьковской области, был упразднён; входящие в него населённые пункты и его территории присоединены к … территориальной общине Чугуевского района.
- Сельсовет просуществовал 96 лет.

## Населённые пункты совета
- село Резниково
- село Бузово
- село Красный Яр
- село Лошаково
- село Лукашово
- посёлок Сердобино
- село Хижняково
- село Черняков

### Ликвидированные населённые пункты
- село Бузово Второе